# ستروژینتس
ستروژینتس (به چکی: Stružinec) یک منطقهٔ مسکونی در جمهوری چک است که در ناحیه سمیلی واقع شده‌است.